# Walter Budrun
Laurel Walter « Whitey » Budrun, également connu sous le nom de Vytautas Budriūnas, né le 19 décembre 1908, à Waukegan, dans l'Illinois et mort le 28 juin 2003, est un ancien joueur de basket-ball américain naturalisé lituanien. Il évolue au poste de pivot.

## Palmarès
- Champion d'Europe 1939